# Austrodecus curtipes
Austrodecus curtipes là một loài nhện biển trong họ Austrodecidae. Loài này thuộc chi Austrodecus. Austrodecus curtipes được miêu tả khoa học năm 1957 bởi Stock.